# Erwin Piscator
Erwin Max Friedrich Piscator (ur. 17 grudnia 1893 w Ulm, zm. 30 marca 1966 w Starnbergu) – niemiecki reżyser teatralny, reformator i teoretyk współczesnego teatru, twórca teatru politycznego i koncepcji artystycznej teatru masowego.

## Życiorys
Studiował na Uniwersytecie Ludwika i Maksymiliana w Monachium. W tymże mieście zadebiutował jako aktor w 1914 roku. Wziął udział w I wojnie światowej. W 1919 założył Proletarisches Theater, grający w różnych dzielnicach Berlina. W latach 1924–1927 był głównym reżyserem w berlińskim Volksbühne. Usunięty stamtąd (po wystawieniu Burzy nad Gottland Welka) za jaskrawą propagandę komunistyczną, założył własny teatr Piscator-Bühne na Nollendorfplatz. Swoje poglądy teoretyczne zawarł w książce Teatr polityczny (Das Politische Theater) (1929). W okresie narastającego faszyzmu w Niemczech wyjechał z kraju i pracował na różnych scenach europejskich, między innymi w ZSRR, gdzie nakręcił film Bunt rybaków w Santa Barbara. Od 1938 przebywał w Nowym Jorku, gdzie prowadził studio teatralne (Dramatic Workshop) w New School for Social Research. Współpracował tam okresowo z polskim reżyserem Ryszardem Ordyńskim. W 1951 roku wyjechał ze Stanów Zjednoczonych i wystawiał gościnnie w teatrach Holandii, Szwecji, Szwajcarii, Izraela.

## Koncepcja teatru
Twórczość Piscatora wywodzi się z kręgu tak zwanej reformy teatralnej, stanowiącej reakcję na przebrzmiałe formy teatru dziewiętnastowiecznego.

### Idea
Piscator występował przeciwko estetyzmowi i koncepcjom „czystej sztuki”, przeciwstawiając im teatr stawiający sobie świadomie postępowe cele polityczne – teatr dydaktyczny i masowy, pobudzający do działania. Twierdził, że podnosi płaszczyznę dramatu zwykłego do dramatu tendencyjnego. Robił skok od „teatru artystycznego” do „teatru czasu” (Zeittheater), w którym rozgrywały się nie tragedie indywidualnych bohaterów, lecz dramaty historyczne z udziałem mas, będące komentarzem do aktualnej rzeczywistości i dokumentem politycznym danej epoki (teatr faktu). Chodziło o powiązanie przeszłości i teraźniejszości, naładowanie historycznych zdarzeń potencjałem aktualnych problemów dnia.
Z Edwardem Gordonem Craigiem łączyła go niechęć do naturalizmu, stwarzania iluzji „prawdziwego” życia na scenie; od Maxa Reinhardta (inscenizacja Edypa i misterium Everyman na arenie cyrkowej) zaczerpnął pomysły wprowadzenia do przedstawienia sugestywnych tłumów ludzkich i łączenia sceny z widownią; pozostawał też pod pewnym wpływem reżyserów rosyjskich, Wsiewołoda Meyerholda i Aleksandra Tairowa, oraz niemieckiego teatru ekspresjonistycznego.

### Reżyser wobec tekstu literackiego
Istotą reżyserii Piscatora był ruch, możliwie wszechstronna ekspresja ruchu. Aby ją wydobyć, kawałkował on tekst literacki, przerzucał bohaterów z jednego terenu akcji na drugi. Był reżyserem mało szanującym dramat jako utwór literacki w tradycyjnym sensie. Z dziełami klasyki poczynał sobie dowolnie (np.: Zbójcy), ze współczesnych sztuk brał najczęściej na warsztat dzieła słabe artystycznie, mające jednak wartości dokumentalne, problemowe i agitacyjne. Dlatego też technika była dla niego nie tylko środkiem unowocześniania teatru, ale również niejako uzupełnieniem braków tekstu dramatycznego. Najłatwiej elementy do swojego „teatru epickiego” znajdował w materiale powieściowym, ogarniającym szerokie horyzonty, ukazującym zasadniczą współzależność losu jednostki i społeczeństwa, będącego „laboratorium, w którym waży się postępowanie człowieka i jego edukacja moralna” (np. Wojna i pokój).

### Środki techniczne
Piscator wykorzystywał z niezmierną pomysłowością olbrzymi aparat środków technicznych. W latach dwudziestych najsłynniejszym z chwytów Piscatora było wprowadzenie filmu jako środka rozszerzającego widowisko teatralne w czasie i przestrzeni. Czerwone rewie organizowane w latach 1924 i 1925 przybrały formę multimedialnych festynów. W wielu inscenizacjach film pełnił różnorakie funkcje: w Rasputinie Tołstoja był komentatorem wydarzeń, w Potopie Paqueta stanowił perspektywiczne przedłużenie sceny, w Statku pijanym ucieleśniał wizje poetyckie Rimbauda, w Hopla, żyjemy! Tollera łączył kolejne epizody akcji, w Przygodach dobrego wojaka Szwejka dekoracje George’a Grosza pokazywane były na modłę filmów rysunkowych.

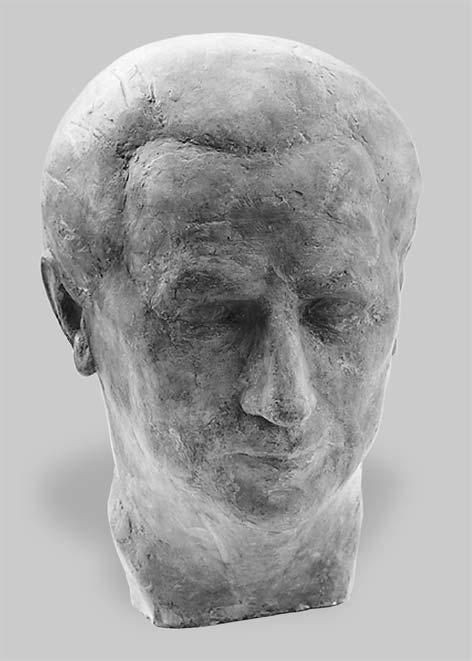
Popiersie Erwina Piscatora autorstwa Hermanna zur Strassen

Ukoronowaniem pomysłów technicznych Piscatora miał się stać powstały z jego inspiracji projekt gigantycznego gmachu teatru – tak zwanego teatru totalnego, wykorzystującego najnowsze osiągnięcia techniki – opracowany przez słynnego architekta Waltera Gropiusa, oparty na zasadzie masowości, symultaniczności, jedności sceny i widowni. Według powstałego projektu rzędy z widzami można by było dowolnie przesuwać, miejsce akcji sytuować na licznych ruchomych podestach. Multimedialne projekcje objęłyby wszystkie płaszczyzny w zasięgu wzroku widza. Koncepcja ta nie została nigdy ostatecznie zrealizowana.

## Spektakle
Piscator zdobył rozgłos, organizując w wynajętym berlińskim teatrze cyrkowym na 5000 widzów Grosses Schauspielhaus tak zwane czerwone rewie: w 1924 roku Reuve Roter Rummel na cześć wyborów do Reichstagu, a rok później Trotz Alledem! z okazji zjazdu partii komunistycznej. Przedstawieniom towarzyszyły projekcje kronik filmowych o wojnie i rewolucji.
W 1927 zrealizował przedstawienie Rasputin, die Romanows, der Krieg, und das Volk, das gegen die aufstand (Rasputin, Romanowie, wojna i lud, który przeciwko nim powstał). Reżyser chciał stworzyć epickie dzieło, w którym na losach konkretnych bohaterów pokazałby ogólne i abstrakcyjne pojęcia („kapitalizm”, „walka klas”). Dekoracje stanowiła metalowa półkula symbolizująca kulę ziemską. Na oczach widza obracała się ona odsłaniając ukryte pod klapami kolejne segmenty sceny. Spektaklowi towarzyszyły projekcje fragmentów rzeczywistych kronik filmowych z działań wojskowych, kalendarium wojny wraz z danymi statystycznymi na temat ofiar, wyświetlane na 12 ekranach i na samej kuli. Wyświetlane obrazy były komentarzem do rozgrywanej na scenie akcji, na przykład fragmenty listu cara Mikołaja II do żony kontrastowały z okrucieństwem toczonych walk pokazywanych na innych ekranach i sceną flirtu cara z sanitariuszką podczas wydawania rozkazów dla armii.
Głośnym dziełem Piscatora była jego dramatyzacja Wojny i pokoju dokonana przy pomocy Neumanna i Prüfera. Zrealizowana w Berlinie Zachodnim, została wystawiona na Międzynarodowym Festiwalu Teatralnym w Paryżu 1956 r. W Polsce wystawił ją w 1957 r. Teatr Powszechny w Warszawie. Z dzieła Tołstoja Piscator wydobył współczesny antywojenny sens: wprowadził do akcji komentatora przemawiającego stylem nowoczesnego człowieka; ogromne bogactwo akcji i problematyki rozegrał równocześnie na paru planach: na „scenie rozmyślań” – gdzie każdy z głównych bohaterów ma stałe miejsce i monologuje, „scenie akcji” – gdzie toczą się kolejne epizody wątku powieściowego i „scenie losu” (Schicksals-Bühne) – na której dzięki niezwykłej pomysłowości rozwiązań rozgrywają się całe bitwy i występują wielkie postacie historyczne. Łącznikiem całości jest ów komentator, pełniący zarazem funkcje reżysera, inspicjenta, współaktora.

## Publikacje
- Erwin Piscator: Teatr polityczny. Wstęp Roman Szydłowski. Warszawa: Wydawnictwa Artystyczne i Filmowe 1982.